# Fußball-Ozeanienmeisterschaft 2002
Die Fußball-Ozeanienmeisterschaft 2002 (engl.: OFC Nations Cup) war die sechste Ausspielung der ozeanischen Kontinentalmeisterschaft im Fußball und fand vom 5. bis 14. Juli 2002 in Neuseeland statt. Die Spiele wurden im North Harbour Stadium in Albany und im Ericsson Stadium in Auckland ausgetragen. Am Turnier nahmen mit Australien, den Cookinseln, Neuseeland, Tahiti, den Salomonen, Vanuatu, Neukaledonien und Papua-Neuguinea zum zweiten Mal nach 1980 acht Mannschaften teil. Die sechs schwächeren Teams Ozeaniens hatten vorab eine Qualifikationsrunde zu bestreiten, die im März 2002 im Toleafoa J. S. Blatter Soccer Stadium in Apia auf Samoa stattfand. Gespielt wurde in zwei Gruppen à drei Teams. Die beiden Gruppenbesten qualifizierten sich für das Halbfinale.
Neuseeland wurde zum dritten Mal Ozeanienmeister und qualifizierte sich für den FIFA-Konföderationen-Pokal 2003 in Frankreich.

## Qualifikation
Die Qualifikationsrunde fand im März 2002 im Toleafoa J. S. Blatter Soccer Stadium in Apia auf Samoa statt. Vor Beginn des Turniers zogen die Cookinseln ihre Teilnahme zurück, so dass nur fünf Mannschaften gegeneinander antraten.
| Pl. | Land               | Sp. | S | U | N | Tore    | Diff. | Punkte |
| --- | ------------------ | --- | - | - | - | ------- | ----- | ------ |
| 1.  | Papua-Neuguinea    | 4   | 4 | 0 | 0 | 020:200 | +18   | 12     |
| 2.  | Neukaledonien      | 4   | 3 | 0 | 1 | 025:400 | +21   | 09     |
| 3.  | Samoa              | 4   | 2 | 0 | 2 | 008:900 | −1    | 06     |
| 4.  | Tonga              | 4   | 1 | 0 | 3 | 007:180 | −11   | 03     |
| 5.  | Amerikanisch-Samoa | 4   | 0 | 0 | 4 | 002:290 | −27   | 0      |

|                 |   |                    |      |
| 9. März         |   |                    |      |
| Neukaledonien   | – | Amerikanisch-Samoa | 10:0 |
| Samoa           | – | Tonga              | 2:0  |
| 12. März        |   |                    |      |
| Tonga           | – | Amerikanisch-Samoa | 7:2  |
| Papua-Neuguinea | – | Neukaledonien      | 4:1  |
| 14. März        |   |                    |      |
| Papua-Neuguinea | – | Tonga              | 5:0  |
| Samoa           | – | Amerikanisch-Samoa | 5:0  |
| 16. März        |   |                    |      |
| Neukaledonien   | – | Tonga              | 9:0  |
| Samoa           | – | Papua-Neuguinea    | 1:4  |
| 18. März        |   |                    |      |
| Papua-Neuguinea | – | Amerikanisch-Samoa | 7:0  |
| Samoa           | – | Neukaledonien      | 0:5  |

Papua-Neuguinea und Neukaledonien qualifizierten sich als Bestplatzierte des Qualifikationsturniers für die Ozeanien-Meisterschaft 2002.

## Hauptwettbewerb

### Gruppenphase

#### Gruppe A
Alle Spiele fanden im Ericsson Stadium in Auckland statt.
| Pl. | Land          | Sp. | S | U | N | Tore    | Diff. | Punkte |
| --- | ------------- | --- | - | - | - | ------- | ----- | ------ |
| 1.  | Australien    | 3   | 3 | 0 | 0 | 021:000 | +21   | 09     |
| 2.  | Vanuatu       | 3   | 2 | 0 | 1 | 002:200 | ±0    | 06     |
| 3.  | Fidschi       | 3   | 1 | 0 | 2 | 002:100 | −8    | 03     |
| 4.  | Neukaledonien | 3   | 0 | 0 | 3 | 001:140 | −13   | 0      |

|            |   |               |            |
| 6. Juli    |   |               |            |
| Fidschi    | – | Neukaledonien | 2:1 (1:0)  |
| Australien | – | Vanuatu       | 2:0 (0:0)  |
| 8. Juli    |   |               |            |
| Vanuatu    | – | Fidschi       | 1:0 (1:0)  |
| Australien | – | Neukaledonien | 11:0 (5:0) |
| 10. Juli   |   |               |            |
| Vanuatu    | – | Neukaledonien | 1:0 (0:0)  |
| Australien | – | Fidschi       | 8:0 (5:0)  |

#### Gruppe B
Alle Spiele fanden im North Harbour Stadium in Albany statt.
| Pl. | Land            | Sp. | S | U | N | Tore    | Diff. | Punkte |
| --- | --------------- | --- | - | - | - | ------- | ----- | ------ |
| 1.  | Neuseeland      | 3   | 3 | 0 | 0 | 019:200 | +17   | 09     |
| 2.  | Tahiti          | 3   | 2 | 0 | 1 | 006:700 | −1    | 06     |
| 3.  | Salomonen       | 3   | 0 | 1 | 2 | 003:900 | −6    | 01     |
| 4.  | Papua-Neuguinea | 3   | 0 | 1 | 2 | 002:120 | −10   | 01     |

|                 |   |                 |           |
| 5. Juli         |   |                 |           |
| Papua-Neuguinea | – | Salomonen       | 0:0       |
| Neuseeland      | – | Tahiti          | 4:0 (1:0) |
| 7. Juli 2002    |   |                 |           |
| Tahiti          | – | Salomonen       | 3:2 (1:2) |
| Neuseeland      | – | Papua-Neuguinea | 9:1 (4:1) |
| 9. Juli 2002    |   |                 |           |
| Tahiti          | – | Papua-Neuguinea | 3:1 (1:1) |
| Neuseeland      | – | Salomonen       | 6:1 (3:0) |

### Halbfinale
|                                         |   |         |                      |
| 12. Juli in Auckland (Ericsson Stadium) |   |         |                      |
| Australien                              | – | Tahiti  | 2:1 n.GG. (1:1, 0:1) |
| 12. Juli in Auckland (Ericsson Stadium) |   |         |                      |
| Neuseeland                              | – | Vanuatu | 3:0 (2:0)            |

### Spiel um Platz 3
|                                         |   |         |           |
| 14. Juli in Auckland (Ericsson Stadium) |   |         |           |
| Tahiti                                  | – | Vanuatu | 1:0 (0:0) |

### Finale
| Neuseeland                                            | Neuseeland | Australien | Australien |
| ----------------------------------------------------- | --- | --- | ---------- |
| Neuseeland                                            | \| Sonntag, 14. Juli 2002 in Auckland (Ericsson Stadium) \| \| Ergebnis: 1:0 (0:0) \| \| Zuschauer: 6.000 \| \| Schiedsrichter: Charles Ariiotima ( Tahiti) \|                                             | \| Sonntag, 14. Juli 2002 in Auckland (Ericsson Stadium) \| \| Ergebnis: 1:0 (0:0) \| \| Zuschauer: 6.000 \| \| Schiedsrichter: Charles Ariiotima ( Tahiti) \| | Australien |
| Neuseeland                                            | Jason Batty (58. James Bannatyne) – Chris Zoricich, Duncan Oughton, Ryan Nelsen, Gerard Davis, Ivan Vicelich, Aaran Lines, Chris Jackson, Simon Elliott, Mark Burton, Chris Killen Cheftrainer: Mick Waitt | Jason Petkovic – Patrick Kisnorbo, Ante Juric, Fausto De Amicis (82. Tom Pondeljak), Jade North (82. Robbie Middleby), Steve Horvat, Mehmet Durakovic, Angelo Costanzo, Scott Chipperfield, Joel Porter (73. Bobby Despotovski), Damian Mori Cheftrainer: Frank Farina | Australien |
| Neuseeland                                            | 1:0 Ryan Nelsen (78.) | | Australien |
| Neuseeland                                            | Chris Zoricich, Ivan Vicelich, Aaran Lines, Chris Jackson | Fausto De Amicis, Scott Chipperfield | Australien |
| Sonntag, 14. Juli 2002 in Auckland (Ericsson Stadium) | | |            |
| Ergebnis: 1:0 (0:0)                                   | | |            |
| Zuschauer: 6.000                                      | | |            |
| Schiedsrichter: Charles Ariiotima ( Tahiti)           | | |            |

## Beste Torschützen
| Rang | Spieler            | Tore |
| ---- | ------------------ | ---- |
| 1    | Joel Porter        | 6    |
| 2    | Bobby Despotovski  | 5    |
|      | Jeff Campbell      | 5    |
| 4    | Chris Killen       | 4    |
|      | Mark Burton        | 4    |
| 6    | Damian Mori        | 3    |
|      | Ryan Nelsen        | 3    |
|      | Ivan Vicelich      | 3    |
|      | Félix Tagawa       | 3    |
| 10   | Scott Chipperfield | 2    |
|      | Paul Trimboli      | 2    |
|      | Paul Urlovic       | 2    |

Weitere 22 Spieler mit je einem Tor.